# 母智丘

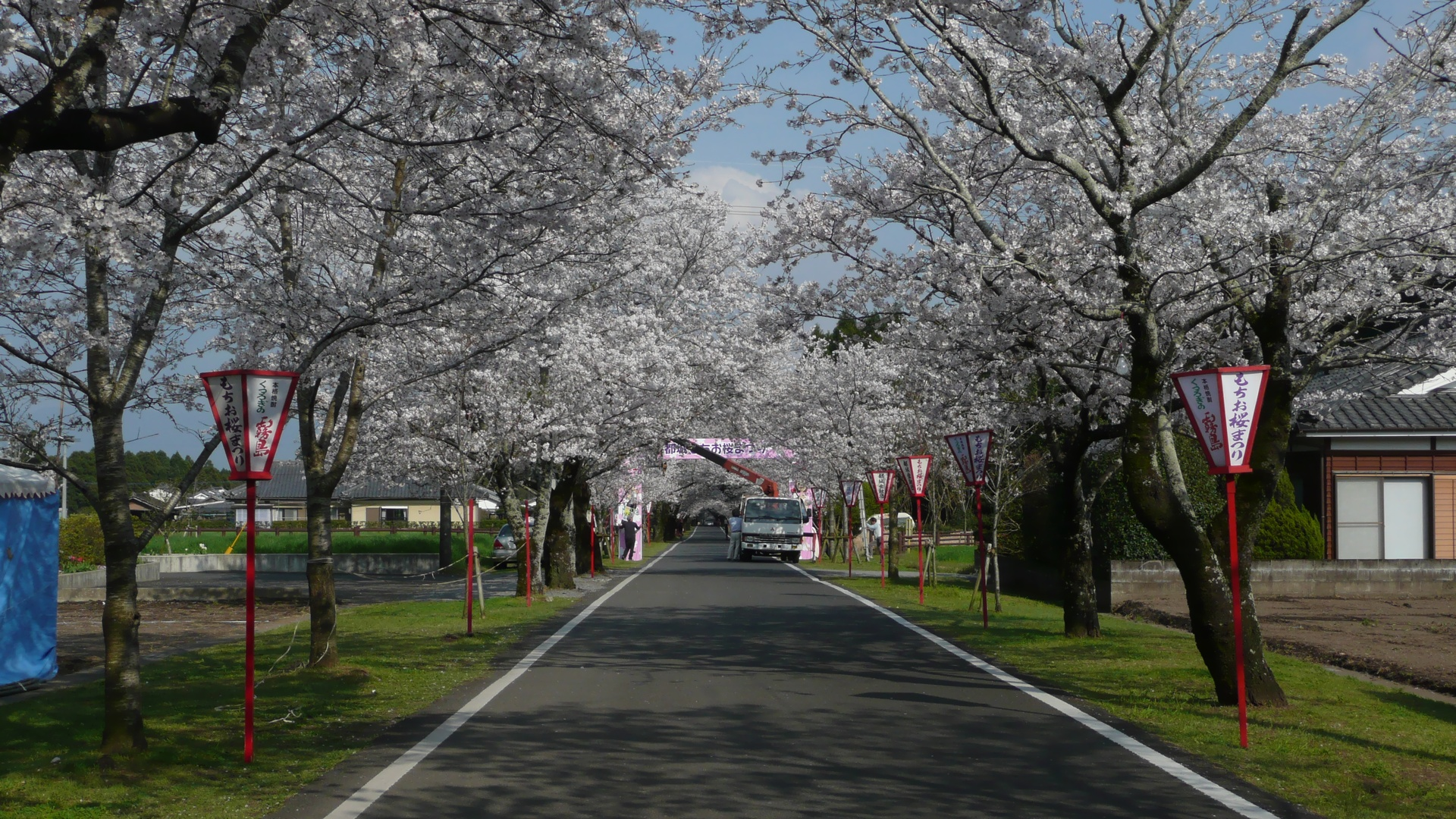
参道

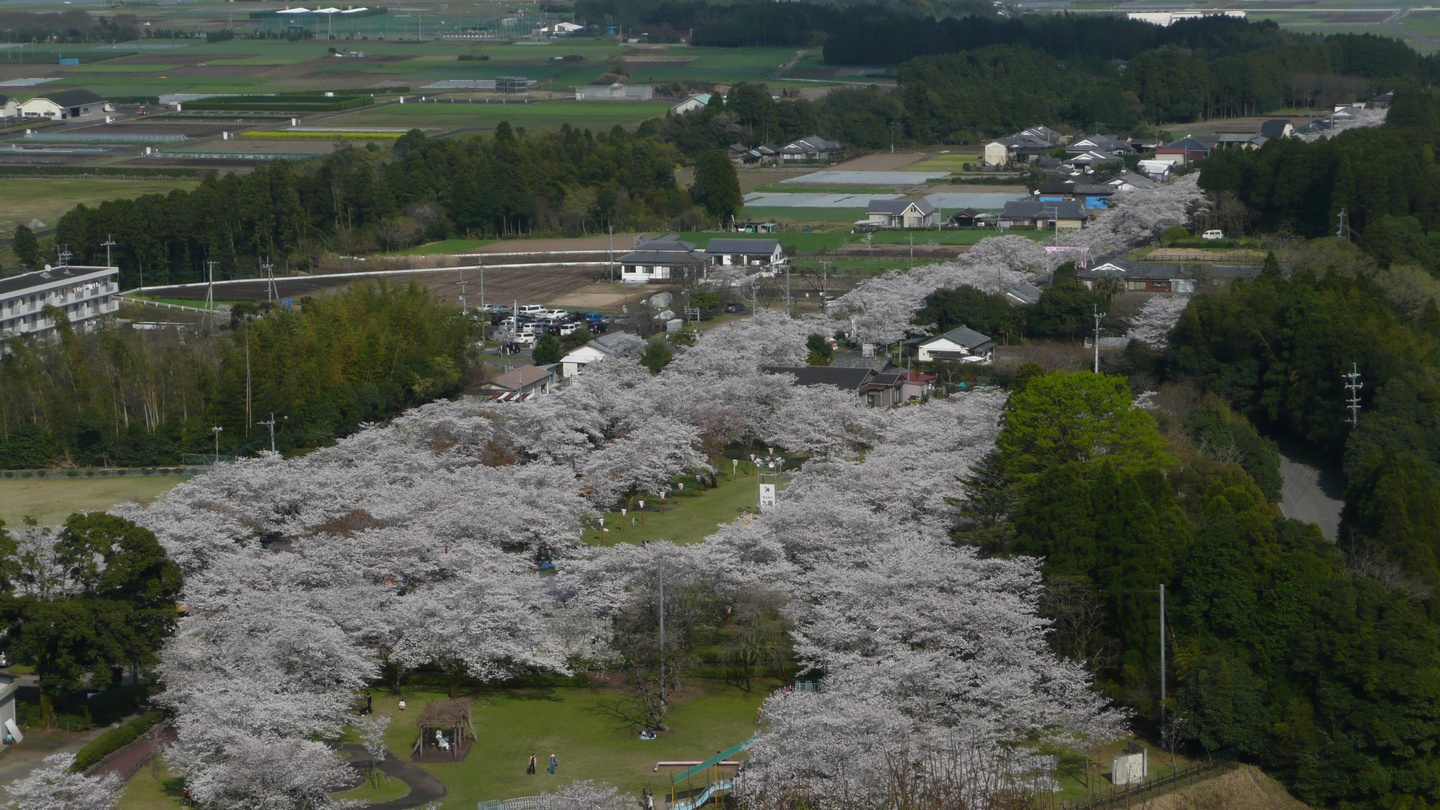
母智丘神社からの眺望

母智丘（もちお）とは宮崎県都城市西部郊外にある丘陵地。母智丘・関之尾県立自然公園に属する。

## 地理
大淀川の支流である横市川と庄内川の間のシラス台地上にある。標高は東部で 170 m 、最高点は 288 m 。新第三紀鮮新世に噴出した丸山溶岩からなる。
母智丘公園
サクラの名所として知られ、日本さくら名所百選にも選ばれている。1869年（明治2年）、地頭として赴任してきた三島通庸が植栽し、三島が去った後も黒岩常次郎、昭和に入ると江夏芳太郎にサクラの植栽が継がれ、ソメイヨシノ、ヤエザクラ、ヤマザクラと、合わせて2,600本の桜並木が見られる。毎年3月下旬から4月上旬にかけてもちお桜まつりが開催される。
母智丘神社
三島によって1870年（明治3年）に建立された。このあたりにある巨石群は信仰の対象となっていた。